# Cerkiew św. Spirydona w Bukareszcie (nowa)

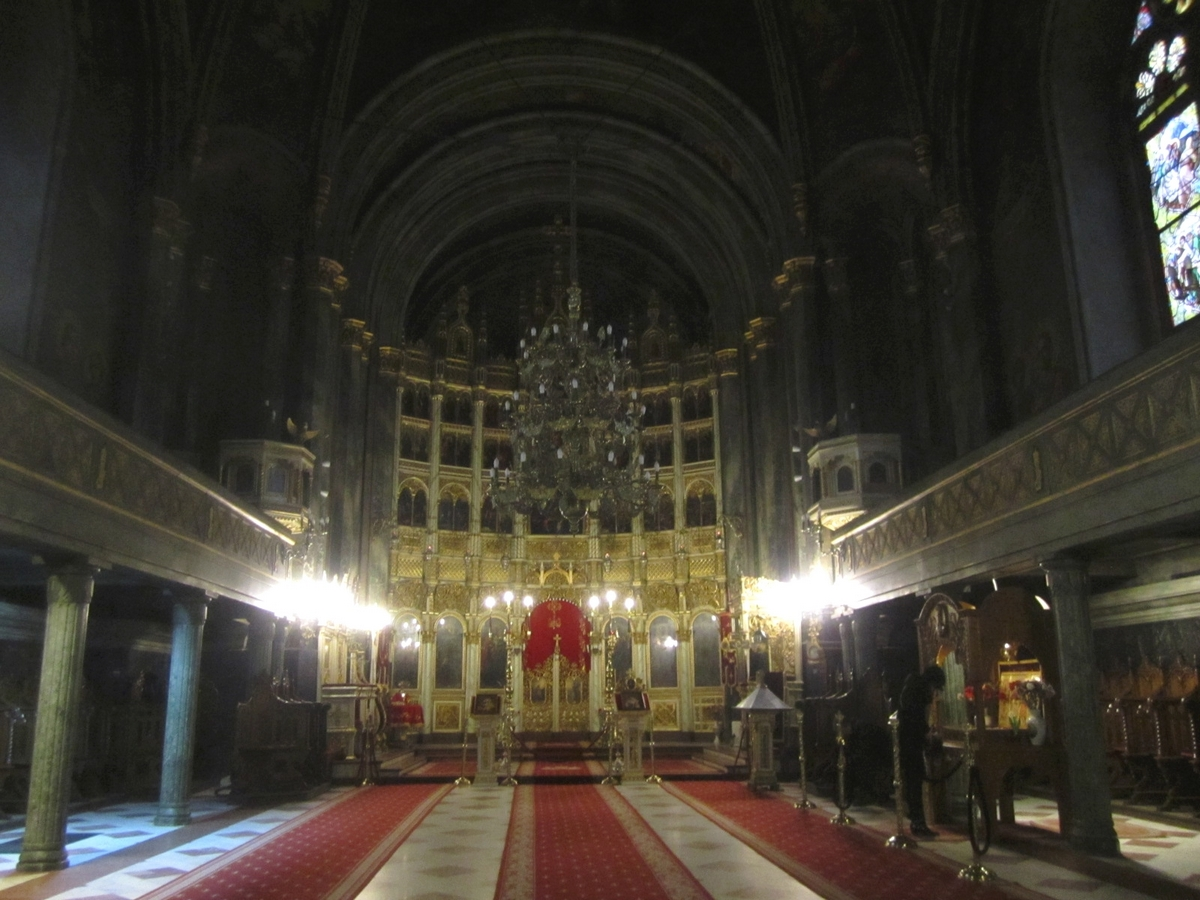
Wnętrze cerkwi

Cerkiew św. Spirydona określana jako nowa (rum. biserica Sfântul Spiridon-Nou) – prawosławna cerkiew w Bukareszcie, w jurysdykcji archieparchii Bukaresztu Rumuńskiego Kościoła Prawosławnego. Największa czynna cerkiew w Bukareszcie, ustępująca rozmiarami niedokończonej katedrze Zbawienia Narodu.

## Historia
Cerkiew znajduje się w dzielnicy Bukaresztu historycznie związanej z prawosławną metropolią Wołoszczyzny; w XVIII w. znajdował się w niej monaster, z którego nic nie pozostało.
Cerkiew św. Spirydona była budowana w latach 1852–1858, zaś jej konsekracja odbyła się 8 listopada 1860. Inicjatorami wzniesienia obiektu byli metropolita Wołoszczyzny Nifon oraz hospodar Wołoszczyzny Barbu Știrbei. Obiekt poważnie ucierpiał podczas trzęsienia ziemi w 1940, a następnie w czasie bombardowań w 1944. Świątynię odrestaurowano w latach 1948–1954 z inicjatywy patriarchy rumuńskiego Justyniana, który został w niej intronizowany na urząd. Powtórnej konsekracji świątyni po zakończeniu remontu dokonali wspólnie patriarcha Justynian oraz patriarcha Bułgarii Cyryl. Po tej dacie cerkiew św. Spirydona stała się katedrą patriarchalną, w której podejmowano biskupów innych Kościołów przybywających z oficjalnymi wizytami i wyświęcano nowych hierarchów. Świątynia ponownie poniosła straty podczas trzęsienia ziemi w Bukareszcie w 1977 r. oraz podczas prac przy budowie bukareszteńskiego metra. Przy wielkiej przebudowie Bukaresztu przeprowadzanej z inicjatywy Nicolae Ceaușescu cerkiew umieszczono początkowo na liście prawosławnych obiektów sakralnych przeznaczonych do rozbiórki. Ostatecznie budynek nie został zniszczony; w jego obronie skutecznie interweniował patriarcha rumuński Teoktyst. Cerkiew poddano renowacji, która trwała do 1990.

## Architektura
Cerkiew reprezentuje styl eklektyczny, w którym elementy gotyckie łączą się z elementami typowymi dla architektury mołdawskiej. Budynek ma 41 metrów długości, 14 metrów szerokości i 38 metrów wysokości. Posiada dwie wieże na elewacji oraz jedną kopułę. Wnętrze obiektu wspiera się na marmurowych kolumnach; w oknach cerkwi znajdują się wykonane w Wiedniu witraże przedstawiające sceny z Biblii oraz z żywotów świętych. Freski w świątyni wykonał Tattarescu w 1862 w stylu neorenesansowym.